# نزاع الحدود بين الصين وفيتنام
نزاع الحدود بين الصين والفيتنام خلال الفترة الممتدة بين عامي 1979-1991 (بالصينية: 1979年－1990年中越边境冲突 وبالفيتنامية: Xung đột biên giới Việt Nam-Trung Quốc 1979-1990)، وهي سلسلة من الاشتباكات الحدودية والبحرية بين جمهورية الصين الشعبية وجمهورية فيتنام الاشتراكية بعد الحرب الفيتنامية الصينية التي حصلت في عام 1979. استمرت هذه الاشتباكات من نهاية الحرب الصينية الفيتنامية حتى تطبيع العلاقات عام 1991.
أعلنت الصين بعد انسحاب جيش التحرير الشعبي الصيني من فيتنام في مارس عام 1979 بعد انتهاء الحرب، أنها لم تطمح في «أي بوصة مربعة من أراضي فيتنام».ومع ذلك، احتلت القوات الصينية مساحة 60 كيلومترًا مربعًا (23 ميلًا مربعًا) من أرض مُتنازع عليها كانت واقعة تحت سيطرة فيتنام قبل اندلاع الحرب. احتلت القوات الصينية مناطق ذات قيمة عسكرية قليلة ولكن ذات قيمة رمزية مهمة، مثل المنطقة المحيطة ببوابة الصداقة بالقرب من مدينة لانغ سون. احتلت القوات الصينية مواقع إستراتيجية ذات أهمية عسكرية في مكان آخر بصفتها نقاط انطلاق لمهاجمة فيتنام.
أثار الاحتلال الصيني للأراضي الحدودية غضب فيتنام، وأدى ذلك إلى سلسلة من الصراعات الحدودية بين فيتنام والصين للسيطرة على المنطقة الحدودية. استمرت هذه الصراعات حتى عام 1988، وبلغت ذروتها في عامي 1984-1985. عادت العلاقة بين البلدين تدريجيًا إلى طبيعتها بحلول أوائل تسعينيات القرن العشرين، وذلك إلى جانب انسحاب فيتنام من كمبوديا وتفكك الاتحاد السوفياتي. أعلن البلدان رسميًا عن تطبيع علاقاتهما الدبلوماسية بحلول عام 1991، وبذلك أنهيا الصراعات الحدودية.

## خلفية
حصلت ستة اشتباكات على الأقل بعد عام 1979 على الحدود الصينية الفيتنامية في يونيو وأكتوبر من عام 1980، ومايو 1981، وأبريل 1983، وأبريل 1984، ويونيو 1985، ومن أكتوبر 1986 حتى يناير 1987. بحسب المراقبين الغربيين، بادرت الصين بجميع هذه الاشتباكات أو حرضت عليها لخدمة أهدافها السياسية. دفع التهديد الوشيك بغزو آخر من قبل جارتها القابعة في الشمال فيتنام إلى بناء قوة دفاع هائلة. خلال ثمانينيات القرن العشرين، قُدر أنه نُشر نحو 600 ألف - 800 ألف من الأعضاء الفيتناميين النظاميين والقوات شبه العسكرية في المناطق الحدودية، حيث واجههم نحو 200 ألف - 400 ألف من القوات الصينية.
كانت مقاطعة في سين الفيتنامية الجبهة الأكثر عنفًا طوال فترة النزاع. وفقًا لبحث سريع، شاركت سبع فرق (313، و314، و325، و328، و354، و356، و411) وفوج التكتيكات الخاصة المنفصل (266/341) من القوات الفيتنامية في ساحة المعركة في منتصف ثمانينيات القرن العشرين. وعلى الجانب الصيني، تناوبت جيوش من سبع مناطق عسكرية عبر هذه المنطقة من أجل «لمس مؤخرة النمر»، وهو تلطيف لغوي يعبّر عن الحصول على تجارب قتالية، قدمه الزعيم الصيني البارز، دنغ شاوبينغ. منذ عام 1984 وحتى عام 1989، كان هناك أربعة عشر جيشًا صينيًا على الأقل ملتزمًا بشكل استبدالي بالقتال في المناطق (1 و12 و13 و14 و16 و20 و23 و26 و27 و38 و41 و42 و7 و67).
سلّحت الصين جماعات المقاومة العرقية (خاصة تلك الجماعات من شعب الهمونغ) ودربتها لشن حرب غير تقليدية ضد حكومتي فيتنام ولاوس، وذلك إلى جانب استخدامها القوات النظامية. بدأ الدعم الصيني لهؤلاء المتمردين في التقلص منذ عام 1985، إذ بدأت حكومة لاوس تطبيع العلاقات مع الصين.

## 1980: قصف محافظة كاو بانغ
نظمت فيتنام منذ أوائل عام 1980 عمليات عسكرية خلال موسم الجفاف لاكتساح قوات الخمير الحمر عبر الحدود بين كمبوديا وتايلاند. حصّنت الصين عدة جيوش على طول الحدود الصينية الفيتنامية للضغط على فيتنام لسحب القوات العسكرية من كمبوديا. بل وقدمت الصين تدريبًا عسكريًا لنحو 5000 شخصٍ من المتمردين الهمونغ المعادين للاوسيين في مقاطعة يُونّان، واستخدمت هذه القوة لتخريب منطقة موانغ سينغ في شمال غرب لاوس بالقرب من الحدود الصينية اللاوسية. ردت فيتنام بزيادة القوات المتمركزة على الحدود الصينية الفيتنامية، مُفقدةً الصين ميزة التفوق العددي الساحق، وهو أمر مشابه لما فعلته في حملتها في فبراير عام 1979.
في يونيو عام 1980، عبر الجيش الشعبي الفيتنامي الحدود التايلاندية الكمبودية خلال ملاحقة الخمير الحمر المهزومين. على الرغم من الانسحاب الفيتنامي السريع من الأراضي التايلاندية، جعل التوغل الفيتنامي الصين تشعر أنه كان عليها العمل لدعم حلفائها، المتمثلين بتايلاند والخمير الحمر. قصف الصينيون باستمرار محافظة كاو بانغ الفيتنامية منذ 28 يونيو وحتى 6 يوليو، وذلك بالإضافة إلى الانتقادات الصريحة التي وجهوها إلى فيتنام في الإعلانات الدبلوماسية. بل ووقعت مناوشات صغيرة على طول الحدود في وقت لاحق من العام، إذ وقعت سبع حوادث في النصف الأول من أكتوبر. اتهمت الصين فيتنام بشن غارات عبر الحدود ضد المواقع الصينية في منطقة لوجيابينغ، في محافظة ماجوان، في مقاطعة يوننان في 30 سبتمبر و1 أكتوبر، وقتل ما لا يقل عن 5 مواطنين صينيين. رد الصينيون بعد ذلك بهجوم على مواقع فيتنامية في نفس المنطقة في 15 أكتوبر، زعموا فيه أنهم قتلوا 42 جنديًا فيتناميًا.
لم يهدف القصف الصيني تدمير أي هدف عسكري استراتيجي أو خلق أي ضرر كبير في فيتنام. شعرت فيتنام أن إجراء العمليات العسكرية على نطاق أوسع يتجاوز القدرات الصينية، وأن ذلك أعطاهم الحرية للقيام بعمليات عسكرية في كمبوديا. كان القصف الصيني مؤشرًا على نوع الصراع الذي ستشهده الحدود الصينية الفيتنامية للسنوات العشر القادمة.

## النتيجة
أطلق الصينيون خلال فترة الخمس سنوات الممتدة من عام 1984 وحتى عام 1989، أكثر من مليوني قذيفةٍ مدفعية في مقاطعة ها جيانغ، وبشكل رئيسي في منطقة 20 كيلومترًا مربعًا (7.7 ميلًا مربعًا) من بلديتي ثان ثوي وثان دوك. كان الوضع هادئًا في مدينة ها جيانغ، على بعد عشرة أميالٍ جنوب مواقع المعارك، إذ لم يحدث فيها أي وابل كبير.
بدأ جيش التحرير الشعبي في تقليص عملياته العسكرية منذ أبريل عام 1987، ومع ذلك كان ما يزال يقوم بدوريات روتينية في منطقتي لاوشان وزيينشين. نفذ جيش التحرير الشعبي منذ أبريل 1987 وحتى أكتوبر 1989 إحدى عشر هجومًا فقط، معظمها غارات مدفعية. بحلول عام 1992، سحبت الصين قواتها رسميًا من لاوشان ووزيينشين، وقد جرى الانسحاب تدريجيًا منذ عام 1989. بنى الصينيون في قمة لاوشان مخابئ خرسانية ونصبًا تذكاريًا بعد الصراع. بقيت المنشآت الترابية فقط على القطاع الفيتنامي، الذي حُدد وعاد إلى فيتنام بموجب اتفاقية الحدود لعام 2009 بين البلدين.[بحاجة لمصدر] تفاوضت الصين وفيتنام على تطبيع علاقاتهما في قمة سرية في تشنغدو في سبتمبر من عام 1990 وتطبيعها رسميًا في نوفمبر من عام 1991.
قُتل آلاف الأشخاص من كلي الجانبين في هذه الاشتباكات الحدودية. في المقبرة العسكرية في في سين، توجد أكثر من 1600 مقبرة للجنود الفيتناميين الذين قُتلوا خلال الصراع. اعترف الإعلان الفيتنامي الأخير بوجود 4000 قتيل و9000 جريح في المنطقة خلال الفترة الممتدة بين عامي 1984 و1989. أكد الصينيون أن عدد الضحايا المقابل هو 4100، بما في ذلك أكثر من 2000 قتيل حرب.

## وصلات خارجية
- المواجهات العسكرية الشيوعية في الهند الصينية عبر موقع صحيفة الأهرام